# Mr. Griffin Goes to Washington
Mr. Griffin Goes to Washington (titulado El Sr. Griffin va a Washington en España y Griffin va a Washington en Hispanoamérica) es el tercer episodio de la tercera temporada de la serie Padre de familia emitido el 25 de julio de 2001 en FOX. La trama se centra en Peter, el cual después de que una compañía tabacalera se haga con el control de la juguetera es ascendido a presidente sin percatarse de que los directivos tratan de que los niños empiecen a fumar. Enseguida estos deciden que sea este quien vaya a Washington D. C. para convencer al Senado hasta que descubre los malos hábitos del tabaco.
El episodio está escrito por Ricky Blitt y dirigido por Brian Hogan. El episodio cuenta con las participaciones de Carlos Alazraqui, Gary Cole, Louise DuArt, Olivia Hack, Meredith Scott Lynn, Alyssa Milano, Brian Doyle-Murray y Jack Sheldon.

## Argumento
El trabajo de Peter en la fábrica de juguetes corre peligro tras ausentarse para asistir a un juego de béisbol y mentirle a su jefe. Pero la compañía tabacalera El Dorado toma el control de la fábrica y Peter Griffin y sus compañeros reciben un trato especial por parte de sus nuevos jefes, en apariencia muy amables pero con malas intenciones. 
El Dorado inmediatamente comienza a hacer extraños juguetes que promueven el hábito de fumar entre los menores. Lois se da cuenta y le pide a Peter que le reclame a sus jefes, pero cuando lo hace, los directivos empiezan con evasivas para ocultarle sus verdaderas intenciones. Para distraerle, optan por ascenderle a presidente de la compañía. Al volver a casa, Lois no parece muy entusiasmada con el nuevo cargo de su marido hasta que toda la familia empieza a disfrutar de los privilegios que supone tener un alto ejecutivo como cabeza de familia, menos Brian que molesto con las nuevas políticas de la compañía deja de fumar.
Mientras tanto en Washington, se está decidiendo en el congreso un proyecto de ley que podría perjudicar a las tabacaleras, por lo que El Dorado decide mandar a Peter para convencer a los congresistas. De vuelta a casa, Lois se queda horrorizada al pillar a Stewie fumando y se lleva a su familia hasta la capital de la nación y pedirle a Peter que no siga adelante, sin embargo Peter convence a varios senadores hasta que de pronto se oye a un niño toser el cual resulta ser Stewie por lo que no duda en cargar contra la tabacalera, a la que deja al borde de la quiebra después de que el congreso le imponga una cuantiosa multa.

## Producción
El episodio está escrito por Ricky Blitt y dirigido por Brian Hogan en su primer episodio de la serie. El episodio fue producido antes de la finalización de la producción de la tercera temporada